# Cavall maresmenc
El cavall maresmenc (en castellà caballo marismeño) és una varietat equina semisalvatge  espanyola, autòctona de l'espai natural de Doñana, a la comunitat autònoma d'Andalusia. Oficialment és reconeguda com a raça de cavall en perill d'extinció.

## Característiques
Igual que altres  cavalls ibèrics, el maresmenc presenta formes arrodonides, perfil subconvex, coll arquejat i cua baixa. La capa sol ser torda o castanya i l'alçada semblant a la del cavall andalús. De fet, el cavall maresmenc pot considerar-se en molts aspectes com una varietat rústica del cavall andalús, de manera que potser és un avantpassat d'aquest. Els seus cascos i peülles són més amples, el que facilita el trànsit pels aiguamolls, i les seves crineres menys espesses i cridaneres que les del cavall andalús. La seva rusticitat es deu a la selecció natural, no a la humana.
Els seus propietaris valoren aquest cavall per la seva capacitat de treball, adaptació, valentia, cosa que el fa molt útil per a les tasques del camp i apte per a la doma vaquera, és molt resistent a les malalties i no requereix molt aliment.

## Població
L'àrea de distribució del cavall maresmenc és molt reduïda, limitant-se principalment a les Maresmes del Guadalquivir, especialment a les localitats d'Almonte i d'Hinojos, a la província de Huelva. En aquests municipis es fa la Saca de les Yeguas cada 26 de juny, a Almonte i en el primer cap de setmana de setembre a Hinojos, una fira local on es reuneixen tots els cavalls per procedir al seu marcat, tall de les crineres i cua, selecció i venda d'alguns exemplars. També se celebren carreres de cintes, concurs morfològic i subhasta de bestiar maresmenc i rucs. Aquestes activitats tenen una gran semblança amb la Rapa das bestas de Galícia.